# Монтроуз (Вірджинія)
Монтроуз (англ. Montrose) — переписна місцевість (CDP) в США, в окрузі Генрайко штату Вірджинія. Населення — 7909 осіб (2020).

## Географія
Монтроуз розташований за координатами 37°31′10″ пн. ш. 77°22′29″ зх. д. / 37.51944° пн. ш. 77.37472° зх. д. (37.519462, -77.374693).  За даними Бюро перепису населення США в 2010 році переписна місцевість мала площу 8,48 км², з яких 8,28 км² — суходіл та 0,20 км² — водойми.

## Демографія
Згідно з переписом 2010 року, у переписній місцевості мешкали 7993 особи в 3355 домогосподарствах у складі 2048 родин. Густота населення становила 943 особи/км².  Було 3579 помешкань (422/км²).
Расовий склад населення:
| - 66,7 % — чорних або афроамериканців - 28,3 % — білих - 1,0 % — азіатів - 0,4 % — корінних американців |

До двох чи більше рас належало 2,7 %. Частка іспаномовних становила 2,6 % від усіх жителів.
За віковим діапазоном населення розподілялося таким чином: 27,0 % — особи молодші 18 років, 63,3 % — особи у віці 18—64 років, 9,7 % — особи у віці 65 років та старші. Медіана віку мешканця становила 33,0 року. На 100 осіб жіночої статі у переписній місцевості припадало 77,7 чоловіків;  на 100 жінок у віці від 18 років та старших — 70,9 чоловіків також старших 18 років.
Середній дохід на одне домашнє господарство  становив 40 978 доларів США (медіана — 31 476), а середній дохід на одну сім'ю — 44 070 доларів (медіана — 35 208). Медіана доходів становила 32 163 долари для чоловіків та 35 550 доларів для жінок. За межею бідності перебувало 26,2 % осіб, у тому числі 42,8 % дітей у віці до 18 років та 8,0 % осіб у віці 65 років та старших.
Цивільне працевлаштоване населення становило 3308 осіб. Основні галузі зайнятості: освіта, охорона здоров'я та соціальна допомога — 23,0 %, роздрібна торгівля — 14,8 %, виробництво — 13,5 %.